# Pompeji Lakshmi

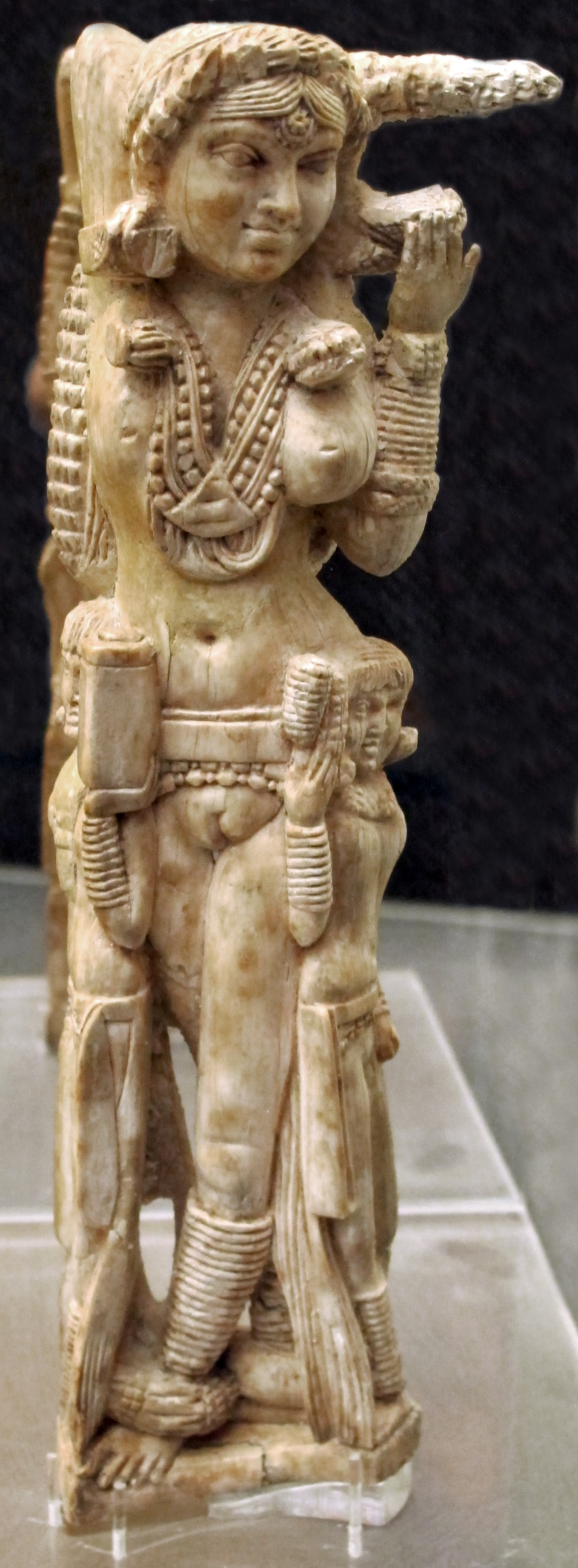
Die Pompeji Lakshmi

Die Pompeji Lakshmi (meist als Pompeii Lakshmi bezeichnet) ist eine indische Elfenbeinstatuette, die in Pompeji 1938 in der Casa della Statuetta Indiana (I 8, 5) von Amedeo Maiuri entdeckt wurde, der damals die Grabungsleitung in der 79 n. Chr. bei einem Vulkanausbruch verschütteten Stadt innehatte. Die in zahlreiche Bruchstücke zerfallenene Statuette fand sich in den Resten einer Holzkiste zusammen mit anderen Gegenständen für die Körperpflege und befindet sich heute im Geheimen Kabinett im Nationalmuseum in Neapel (Inventar-Nr. 149425). Sie datiert wahrscheinlich in die erste Hälfte des ersten Jahrhunderts v. Chr.
Die Statuette ist 25 cm hoch und stellt eine nackte, mit Schmuck behängte Frau dar. Die Figur ist flach. Sie mag einst der Griff eines Spiegels oder Teil eines Möbelstückes gewesen sein. Links und rechts befinden sich zwei kleinere Dienerinnenfiguren, die Gefäße für Kosmetik und Schmuck halten. Der Kopf blickt etwas zur Seite, die Beine sind gekreuzt. Eine Hand hält einen schweren Ohrring oder eine Haarsträhne. Der rechte Arm greift hinter den Kopf in die komplizierte Flechtfrisur, die auf der Rückseite sichtbar ist. Sie scheint ihr kunstvoll frisiertes Haar zu richten, eine typische Darstellung von Frauen in der indischen Kunst dieser Zeit. Das Zeichen auf dem Sockel identifizierte Amedeo Maiuri als den Buchstaben ši in der Kharoshthi-Schrift, mit dem auch Shiva beginnt.
Die Identifizierung der dargestellten Gottheit ist problematisch. Maiuri sah in ihr die Göttin Lakshmi, wodurch die Statuette ihren heutigen Namen erhielt. Allerdings gleicht die Ikonografie keiner anderen Darstellung der Gottheit. Die Wiedergabe des reichen Schmuckes, vor allem aber der Gürtel machen es sicher, dass hier eine Göttin wiedergegeben ist. Solche Gürtel sind insbesondere typisch für Yakshi. Dabei handelt es sich um einen Oberbegriff für diverse, weniger wichtige Fruchtbarkeitsgöttinnen.
Die Statuette ist ein Beleg für die weitreichenden Handelsbeziehungen des Römischen Reiches. Sie mag in Vidisha produziert worden sein. An dem Ort befand sich ein Zentrum für Elfenbeinarbeiten. In Ter in Maharashtra wurde eine vergleichbare Statuette gefunden. Ter war den Römern als Tagara bekannt.
Römisch-indische Handelsbeziehungen sind archäologisch, aber auch in literarischen Quellen gut belegt. Maiuri machte darauf aufmerksam, dass in Pozzuoli, nicht weit entfernt von Pompeji, Nabatäer bezeugt sind, die als Zwischenhändler in Frage kommen.